# 富山県立大門高等学校
富山県立大門高等学校（とやまけんりつ だいもんこうとうがっこう、英: Toyama Prefectural Daimon High School）は、富山県射水市二口にある公立の高等学校。

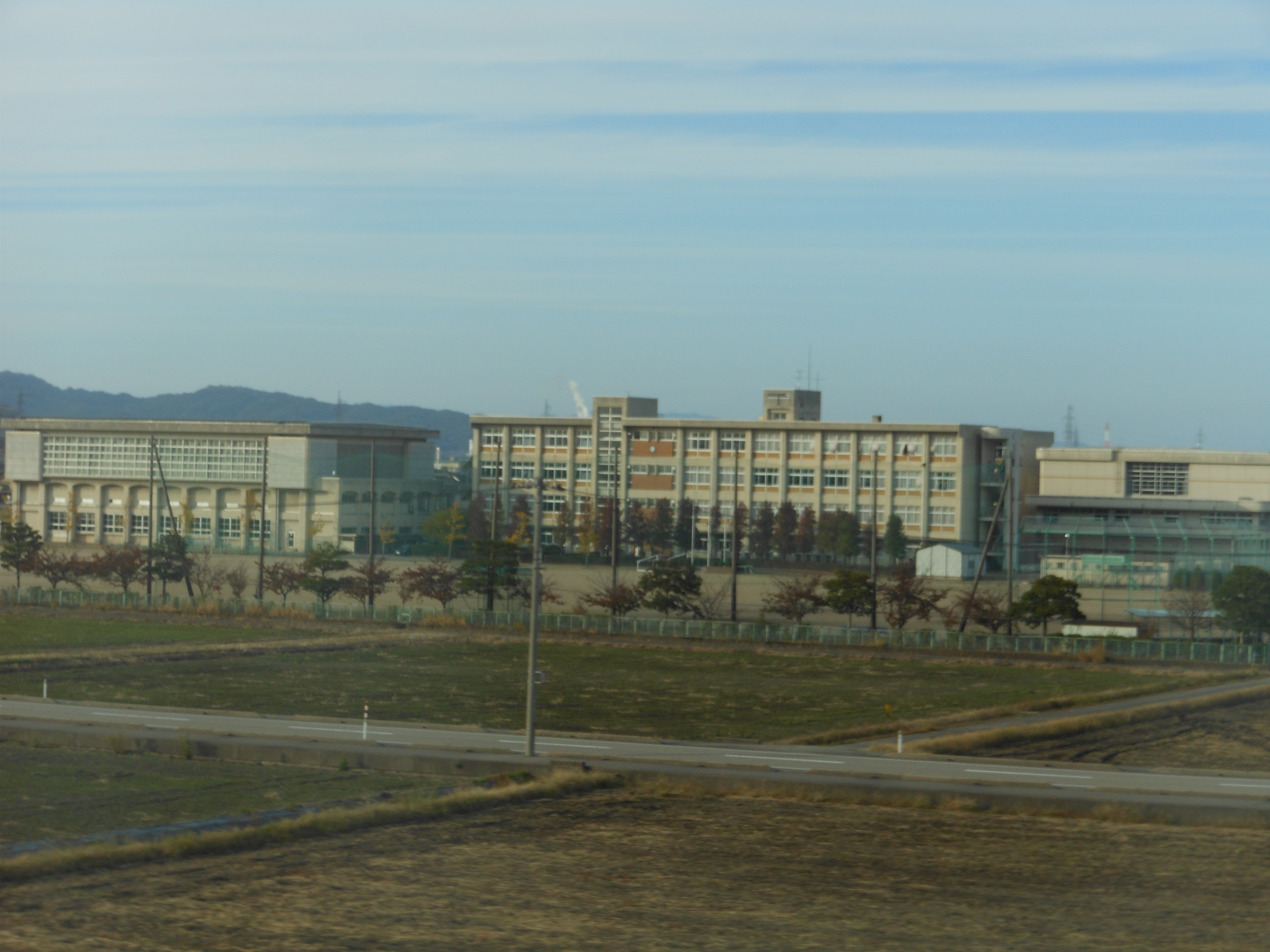
校舎外観

## 設置学科
- 普通科（2年次から情報コースに分かれる）
  - 情報コース

## 概要
富山県内でもっとも新しい普通科単独校。
情報社会に通用する人材を育成するための情報教育がなされている「情報コース」がある。比較的歴史の浅い高校であるため、AO入試による大学入学の実績が芳しくない。
制服のネクタイには「大門」にかけて「大文字草」（ダイモンジソウ）があしらわれている。

### 情報コース
全生徒が1年次にコンピュータの基本的な操作技術を習得し、情報の科学的な理解を深めるとともに、ネットワーク社会に参画する態度を培い、情報活用の実践力を養うことをねらいとする情報教育を受ける。
2年次より情報コースを設けているが、特別な情報の授業はなく、理系との違いは余りない。
情報コースでは理系と同一科目を履修するほか、「情報科学」、「情報物理」、「情報化学」、「情報数学」を設けている。しかし情報の要素はない。
情報コース志望者に「情報科学」を開設、文系志望者には「情報メディア」を選択科目として開設し、課題研究を通してメディアの利用や体験実習を通して身近な社会問題について学習している。

### 情報施設
施設設備の面では、マルチメディアに対応した約100台のコンピュータが2つの特別教室と普通教室等に配置されており、メディアルームのコンピュータのみインターネットなどコンピュータを利用した授業に活用されている。また、ビデオ編集や音楽編集に対応したソフトウェアは並程度でありCM制作や新聞づくりなどの創造的な制作活動を行っている。更に世界の人々とSNSを通した情報交換は、情報教育や国際理解教育に生かされている。

## 沿革
- 1980年（昭和55年）1月28日 - 県立高校設置計画の発表（大門・大島地域ほか3地域）。
- 1984年（昭和59年）
  - 3月16日 - 新設高校設立準備プロジェクトチーム発足。
  - 10月23日 - 校舎建築起工式。
- 1985年（昭和60年）
  - 5月7日 - 大門・大島地域新設高等学校開設準備協議会設置。
  - 8月24日 - 第1期工事完成（普通教室棟・管理棟、第1体育館）。
  - 10月1日 - 富山県立大門高等学校設置、開校事務室を富山県庁内に設置。
- 1986年（昭和61年）
  - 3月1日 - 開校事務室を富山県立大門高等学校内に移転。
  - 4月1日 - 開校[2]。
  - 4月7日 - 開校式[1]。
  - 6月3日 - 校訓制定式。
  - 6月27日 - 第2期工事完成（普通教室棟・管理棟）。
- 1987年（昭和62年）
  - 2月25日 - 武道場完成。
  - 5月1日 - 校歌制定式。
- 1989年（平成元年）9月12日 - 第2体育館竣工式。
- 1990年（平成2年）3月31日 - 中庭完成。
- 1994年（平成6年）10月3日 - セミナーハウス（三島野会館）竣工式。
- 2001年（平成13年）8月1日～6日 - 本校をホスト校として第3回高校生国際環境サミット富山大会開催（参加者80名、世界5カ国1地域）。

## 部活動
- 運動部 - 陸上競技、野球、サッカー、バスケットボール（男）、バレーボール（女）、バドミントン（男・女）、テニス（男・女）、剣道、弓道
- 文化部 - 伝統芸能（琴・茶道）[3]、吹奏楽、放送・写真・広報、情報

## 教育目標・教育方針

### 教育目標
- 高い知性と創造的な能力を養う。
- 自他敬愛の精神と主体的な実践力を培う。
- 豊かな情操とたくましい心身を育てる。

### 教育方針
- 基本的な生活習慣を確立し、自主性・自立性を養う。
- 個性を伸長し豊かな想像性を養い、未来を切り開く力を育てる。
- 品性を陶冶し豊かな感受性をはぐくみ、生涯にわたって自ら学ぶ意欲・態度を養う。
- 体力の増強と気力の終日を計り、困難に耐えて積極的に取り組む力を育てる
- 師弟一体となり、生き生きとした明るい校風の樹立に努める。

## 年間行事
- 4月 - 始業式・入学式　　新入生オリエンテーション合宿　　進学講演会　　健康診断
- 5月 - PTA総会・学年学級懇談会　　吹奏楽部定期演奏会　　中間考査
- 6月 - 高校総合体育大会　　体育大会
- 7月 - 期末考査　　二学年進路研修旅行　　終業式　　後期生徒会選挙　　保護者会
- 8月 - 学びの体験オープンハイスクール
- 9月 - 始業式　　文化発表会（1日間）/学園祭（2日間）[4]。
- 10月 - 創校記念日　　中間考査　　遠足
- 11月 - 球技大会　　期末考査
- 12月 - 保護者会　　終業式
- 1月 - 始業式
- 2月 - 課題研究発表会　　学年末考査
- 3月 - 同窓会入会式　　卒業式　　前期生徒会選挙　　終業式

## 校歌
作詞：平田卓郎、作曲：長生淳

## アクセス
- あいの風とやま鉄道線 越中大門駅から約20分(徒歩）
- 射水市コミュニティバス
  - 新湊・越中大門駅線　「大門高校前」バス停
  - 櫛田・大門経由小杉駅線　「大門高校前」バス停（12月～2月の平日のみ運行）
- 北陸自動車道 小杉IC 車で約8分

## 出身者
- 柴田泰佳 - 北日本放送アナウンサー
- 千葉はな - 羊毛とおはな／ボーカル
- 島香織 - シンガーソングライター
- 宮城克文 - 元チューリップテレビアナウンサー、現在は神職（父が宮司を務める射水市三ヶ高寺の「十社大神」）